# Берёзовая (приток Анзаса)
Берёзовая — река в Таштагольском районе Кемеровской области России. Устье реки находится в 6 км по левому берегу реки Анзас. Длина реки составляет 17 км.

## Данные водного реестра
По данным государственного водного реестра России относится к Верхнеобскому бассейновому округу, водохозяйственный участок реки — Кондома, речной подбассейн реки — Томь. Речной бассейн реки — (Верхняя) Обь до впадения Иртыша.